# Menelaos
Menelaos er i græsk mytologi gift med Helena og konge af Sparta. Menelaos er Agamemnons yngre bror. Agamemnon er konge af Mykene.
Han starter den trojanske krig for at få sin kone tilbage fra prins Paris, der har vundet hende som belønning for at have valgt Afrodite som den smukkeste af gudinderne.